# Acer cinerascentiforme
Acer cinerascentiforme là một loài thực vật có hoa trong họ Bồ hòn. Loài này được Pojark. mô tả khoa học đầu tiên năm 1976.